# Урусов, Андрей Сатыевич
Касим-мурза, после крещения князь Андрей Сатыевич Урусов (ок. 1590—1647) — дворянин московский (1627), воевода нижегородский (1636—38). Предок позднейших князей Урусовых.

## Биография
Младший сын Сатый-мурзы Урусова (ум. 1590) и внук Уруса (ум. 1590), бия (князя) Большой Ногайской орды в 1578-90 гг.
Сатый-мурза вместе с братьями был отправлен своим отцом Урус-бием в Москву в качестве заложников. После своего возвращения в Большую Ногайскую Орду Сатый-мурза отправил вместо себя в Москву заложниками своих сыновей: Казый-мурзу, Алхан-мурзу, Юнум-мурзу, Сеюш-мурзу, Алей-мурзу и Касим-мурзу. В 1590 году вместе с отцом погиб в бою против войск Малой Ногайской орды. От Сатый-мурзы и произошел княжеский род Урусовых.
В 1615 году Касим-мурза в Казани был крещен по православному обряду и получил имя Андрей Сатыевич Урусов. Поступил на службу к русскому царю Михаилу Фёдоровичу, в 1620 году получал за свою службу оклад в размере 200 рублей, в 1629 году имел поместный оклад — 1000 четей. В 1627 году упоминается в звании московского дворянина. В 1636—1638 годах князь Андрей Сатыевич Урусов находился на воеводстве в Нижнем Новгороде.
Владел поместьями на реке Пахра в Дмитровском уезде. В 1647 году князь Андрей Сатыевич Урусов скончался в Москве.

## Семья и дети
Был женат на княжне Марии Васильевне Тюменской (из рода последнего сибирского хана Кучума). Дети:
- Княжна Варвара Андреевна Урусова, жена боярина князя Петра Семёновича «Большого» Прозоровского (ок. 1621—1670)
- Князь Семён Андреевич Урусов (ок. 1610—1657), стольник, кравчий, боярин и воевода.